# Virter Ferenc
Virter Ferenc (Hódság, 1875. február 19. – Budapest, 1924. március 6.) magyar író, újságíró és szerkesztő, az Uránia Színház igazgatója.

## Pályafutása
Középiskoláit Temesvárt és Budapesten végezte; azután az egyetem jogi fakultására iratkozott be, de tanulmányainak elvégezte előtt külföldre költözött. Hosszabb időt töltött az Amerikai Egyesült Államokban, ahol a magyar kolónia életét tanulmányozta, és számos cikket, elbeszélést írt erről a hazai lapokba. Jól ismerte az „Újvilág” angol társadalmát és a kivándorolt magyarok helyzetét. Novellái közül nem egyben megdöbbentő történetet mondott el, olyanformán, mint Kálnoki Bedő Béla az afrikai elbeszéléseiben. Ezek a délszaki históriák jól éreztették az amerikai tájak hangulatait. Később Dél-Karolinába és Floridába utazott; itt ismerkedett meg a milliomos Carnegie családdal, s velük több hónapos tengeri utat tett az Antillák között. 1898-ban a spanyol–amerikai háború kitörésekor az amerikai haditengerészet szolgálatába lépett, és részt vett a kubai flotta műveleteiben (a háborúról hosszabb cikksorozatot írt a Vasárnapi Újságba 1898–99-ben, Az Óczeánon címmel). Ezután betegen hazatért Budapestre.
Sokat dolgozott a Pesti Napló, Budapesti Hírlap, Magyarország, Új Idők, A Hét, Nemzet c. lapokba. 1902-ben Angliába utazott, ahol Londonban végzett tanulmányokat; az angol színpadokról és a klubéletről Angliában írt a Vasárnapi Újságba. Azután Párizsba ment.
1901-ben a budapesti Uránia tudományos színház igazgatója lett; de 1902-ben a Pesti Hírlap szerkesztőségébe lépett. 1906-ban a Magyarország vármegyéi és városai helyettes, majd valóságos szerkesztője. 1907-ben az Országos Monographia Társaság igazgatója lett. Ferdinánd bolgár fejedelem 1906-ban, amikor a Koháry család történetének adatait gyűjtötte, a bolgár nemzeti polgári érdemrend koronás lovagkeresztjével tüntette ki. 1922-ben kormányfőtanácsosi címet kapott.

## Művei
- Innen-onnan. Mesevilág és valóság. Budapest, 1894. (Versek. Ismertetés Vasárnapi Újság 3. sz. 43–44. o.)
- Atlanti történetek. Tizennégy elbeszélés. Budapest, 1901. (Ismertetés Vasárnapi Újság 9. sz. 142–143. o.)
- Párisi elbeszélések. Budapest, 1906. (François de Rive írói álnév alatt.)

Több száz cikket írt, valamint elbeszéléseket, regényt és színdarabot fordított. 